# Stenoterommata crassistyla
Stenoterommata crassistyla är en spindelart som beskrevs av Pablo A. Goloboff 1995. Stenoterommata crassistyla ingår i släktet Stenoterommata och familjen Nemesiidae. Inga underarter finns listade i Catalogue of Life.